# Юань Цзяюн
Юань Цзяюн (кит. 袁家镛; псевдонимы: Юань Цзясюань, Чжан Вэньцин, Ян Ин, Юань Мэн Чао; (1905—1991) — китайский партийный и государственный деятель. Член группы 28 большевиков. Выпускник Коммунистического университета трудящихся Китая

## Биография
Юань Цзяюн родился в 1905 году. В 1920 году окончил школу в Чэнду. В июле 1925 года вступил в ряды Коммунистической партии Китая. С 1927 года работал политическим работником Уханьской национальной революционной 11-й армии.
Высшее образование получил в СССР. Учился в Москве в Коммунистическом университете трудящихся Китая имени Сунь Ятсена. После учебы в СССР вернулся в Китай, чтобы возглавить Комитет Коммунистической партии Китая в провинции Цзянсу. В августе 1932 года принимал участие в Москве в семинаре по изучению работы Международного профсоюза.
С 1933 года работал секретарём ЦК КПК провинциального комитета партии Цзянсу. В 1934 году работал секретарем Подготовительного комитета партии в Шанхае. В июне того же года был арестован, а в ноябре освобожден под залог. С 1936 года работал редактором журналов «Мировая культура» и «Китайско-советская культура». С 1947 года — профессор юридической школы в Шанхае. В 1949 году работал в Юридической школе Шанхая, Шанхайском университете финансов и экономики, профессором Института марксизма-ленинизма.
В 1958 году уехал в город Чанчунь провинции Гирин, где работал профессором и руководителем научно-исследовательского отдела Университета финансов и торговли Гирин. После 1978 года работал руководителем финансового отдела Гиринского университета финансов и экономики, почетным директором Института экономических исследований, сотрудником финансово-экономического института Китая. Кроме того, Юань Цзяонь был членом 3, 5 и 6-го Национальных комитетов Народного политического консультативного совета Китая (НПКСК).
Юань Цзяюн скончался в 1991 году.

## Список литературы
- 第二节 全总白区执行局. 上海市地方志办公室. [2012-06-02].
- 复兴记（上册）: The revival of China， Volume 1
- Шэн Юэ. Университет имени Сунь Ятсена в Москве и китайская революция. Воспоминания. Перевод с английского Л. И. Головачёвой и В. Ц. Головачёва. — М.: Институт востоковедения РАН, 2009, 320 с. ISBN 978-5-89282-349-4. с. 235.